# Bubblegum Dreams
Bubblegum Dreams è un EP del gruppo pop punk statunitense The Queers, pubblicato nel 1996 da Lookout! Records.

## Tracce
1. Punk Rock Girls - 2:45
2. Never Ever Ever - 3:08
3. Little Honda - 2:37
4. End It All (The Muffs) - 2:22

## Crediti[2]
- Joe King - chitarra, voce
- J.J. Rassler - chitarra, voce d'accompagnamento, produttore
- B-Face - basso
- Hugh O'Neill - batteria
- Lisa Marr - voce d'accompagnamento
- Mass Giorgini - produttore
- Lawrence Livermore - produttore esecutivo